# Macrodasys waltairensis
Macrodasys waltairensis är en djurart som tillhör fylumet bukhårsdjur, och som beskrevs av Chandrasekara Rao och Ganapati 1968. Macrodasys waltairensis ingår i släktet Macrodasys och familjen Macrodasyidae.
Artens utbredningsområde är Indiska oceanen. Inga underarter finns listade i Catalogue of Life.